# William R. Fey

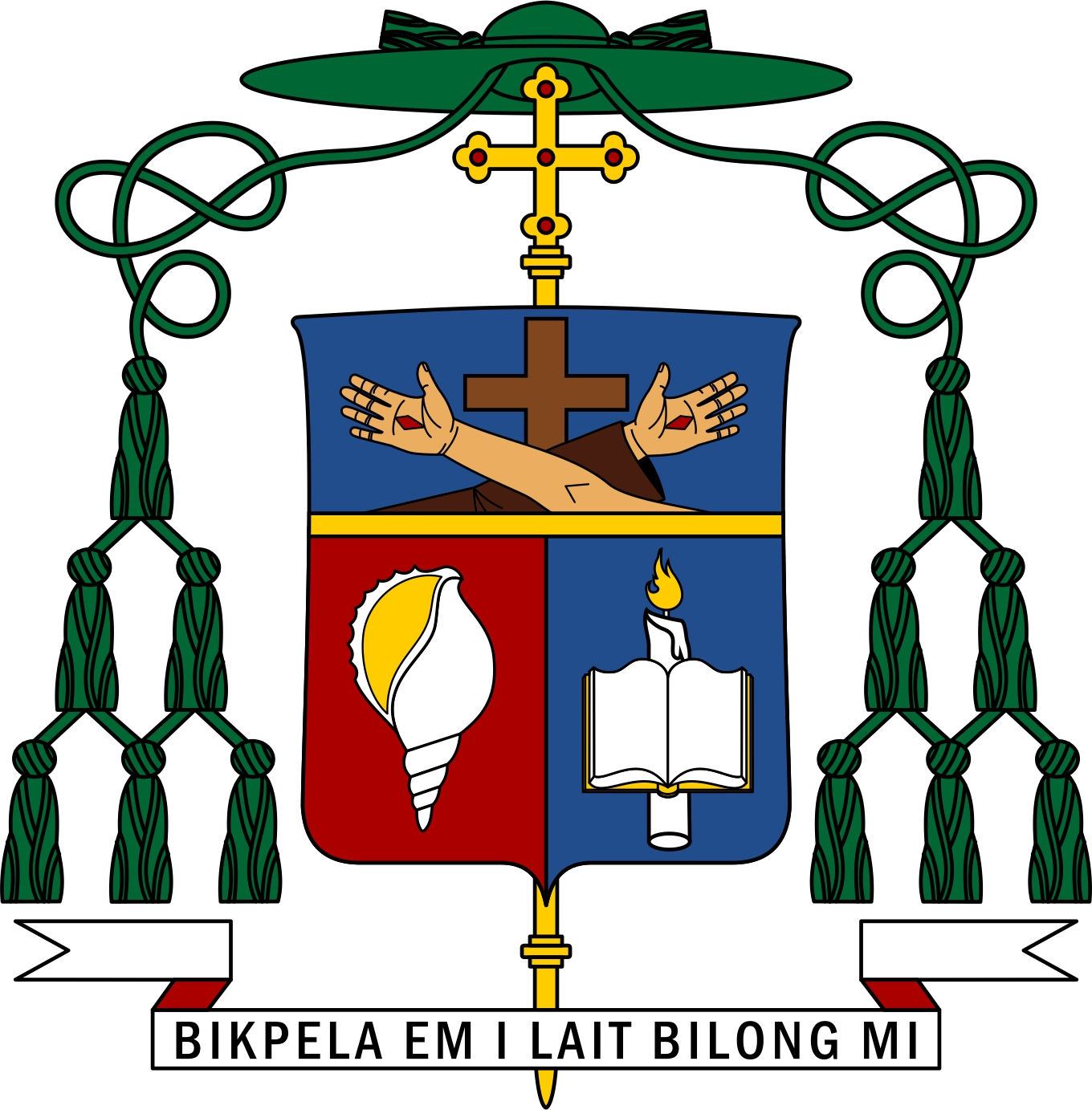
Bischofswappen von William R. Fey OFMCap

William Regis Fey OFMCap (* 6. November 1942 in Pittsburgh; † 19. Januar 2021 ebenda) war ein US-amerikanischer Ordensgeistlicher und römisch-katholischer Bischof von Kimbe.

## Leben
William R. Fey trat der Ordensgemeinschaft der Kapuziner am 14. Juli 1963 bei, legte die ewige Profess am 14. Juli 1966 ab und empfing am 19. Oktober 1968 die Priesterweihe. Nach einem philosophischen Masterstudium an der Katholischen Universität von Amerika in Washington, D.C. absolvierte er von 1970 bis 1974 ein Doktoratsstudium an der britischen University of Oxford. Nach seiner Rückkehr in die USA war er zunächst in den Kapuzinerzentren in Pennsylvania und dann in Cleveland, Ohio, tätig. Er lehrte zudem am St. Fidelis Seminary College in Herman, Pennsylvania und Borromeo College in Wickliffe, Ohio.
1986 übernahm er Aufgaben seines Ordens in Papua-Neuguinea und war zunächst im Kapuziner-Noviziat in Pangia tätig. Anschließend unterrichtete er Philosophie in Port Moresby und führte im afrikanischen Sambia ein Ausbildungsprogramm durch. Sechs Jahre lang war er Studiendekan am damaligen Holy Spirit Seminary, das schließlich zum katholischen theologischen Institut wurde. Zur gleichen Zeit leitete er das Kapuziner-Ausbildungshaus. Er war schließlich auch Vizeprovinzial der Kapuziner geworden.
Papst Benedikt XVI. ernannte ihn am 8. Juni 2010 zum Bischof von Kimbe. Die Bischofsweihe spendete ihm der Erzbischof von Rabaul, Karl Hesse MSC, am 9. Oktober desselben Jahres; Mitkonsekratoren waren Francisco Montecillo Padilla, Apostolischer Nuntius in Papua-Neuguinea, und Stephen Reichert OFMCap, Bischof von Mendi.
Unterstützt von den Knights of the Southern Cross - Australia konnte er das Bistum in Kimbe aufbauen. Er engagierte sich zudem in der Pazifischen Bischofskonferenz. Die Leidenschaft des verstorbenen Bischofs von Townsville, Michael Putney, für die Ökumene ermutigte Bischof Fey zum weltweit ersten Bund zwischen einer katholischen Bischofskonferenz und einer anglikanischen Provinz.
Papst Franziskus nahm am 18. Oktober 2019 seinen altersbedingten Rücktritt an. Fey starb im Shadyside Hospital im Alter von 78 Jahren nach einer SARS-CoV-2-Infektion.

## Schriften
- Faith and Doubt: The Unfolding of Newman's Thought on Certainty, Oxford, ISBN 978-0-915762-02-6 (Dissertation)